# St. Stephan (Schlegelsberg)

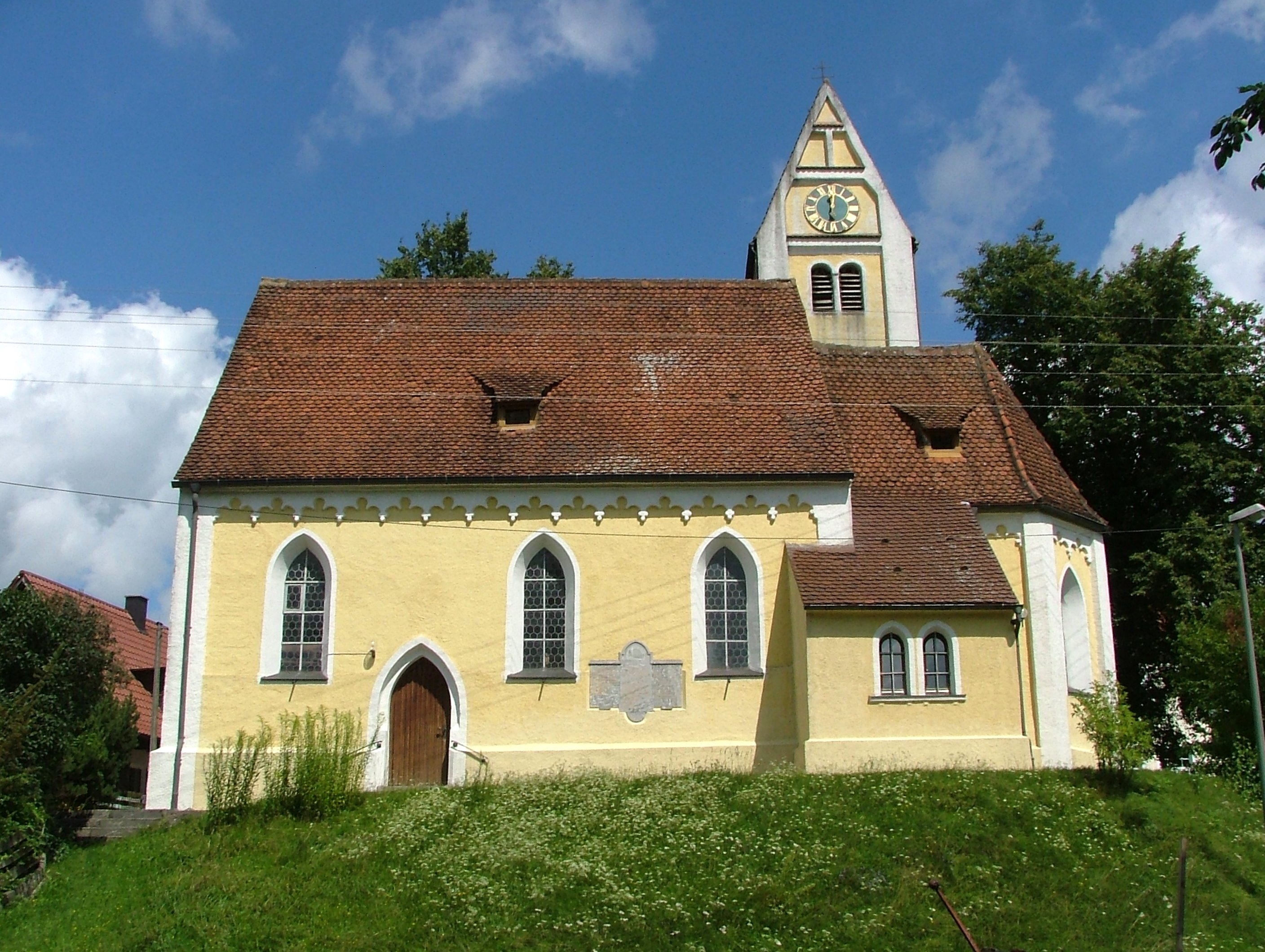
Kirche St. Stephan in Schlegelsberg

Die römisch-katholische Kirche St. Stephan befindet sich in Schlegelsberg, einem Gemeindeteil der Gemeinde Erkheim im Landkreis Unterallgäu in Bayern. Die Kirche steht unter Denkmalschutz und wurde im 15. Jahrhundert errichtet. Die Sakristei ist ein moderner Anbau.

## Baubeschreibung
Die Kirche ist ein verputzter Saalbau. Das Langhaus verfügt über eine Flachdecke und enthält drei Fensterachsen. An der Außenseite des Langhauses und des Chores befinden sich Ecklisenen. Der eingezogene Chor schließt sich durch einen spitzen Chorbogen an das Langhaus an. Der Chor besteht aus einem Joch und 5/8-Schluss. Er ist mit einem Sternrippengewölbe gedeckt, das auf Scheibenschlusssteinen auf Pyramidenkonsolen ruht. Der Kirchturm befindet sich im nördlichen Chorwinkel. Das Untergeschoss des Kirchturmes ist ungegliedert, die Obergeschosse hingegen sind durch Mauerbänder geteilt und mit Ecklisenen versehen. An der Ost- und Südseite befinden sich im obersten Turmgeschoss gekoppelte Klangarkaden, an der Nordseite Stichbogenfenster mit Zwischenstütze.

## Ausstattung
Die Ausstattung der Kirche ist neugotisch und stammt aus der Zeit ab 1866 bis 1869. In der Kirche befinden sich mehrere gefasste Holzfiguren. Aus der Mitte des 18. Jahrhunderts stammen die Darstellungen des hl. Joachim und der hl. Anna. Ein Kruzifixus mit Maria und Johannes stammt aus dem 16. Jahrhundert. Die Darstellung der Maria dürfte jedoch eine neuere Nachbildung sein.